# Gare de Catane-Borgo
La gare de Catane-Borgo (en italien : station Catania Borgo) est une gare ferroviaire de la ligne à voie étroite Ferrovia Circumetnea. Elle est située dans le quartier Borgo à Catane, sur l'île de Sicile en Italie.

## Situation ferroviaire
Établie à 53 mètres d'altitude, la gare terminus de Catane-Borgo est située au point kilométrique (pk) 3,837 de la Ferrovia Circumetnea, avant la gare de Cibali.

## Histoire
La gare de Catane-Borgo est mise en service le 2 février 1895, lors de l'ouverture à l'exploitation de la première section de la Ferrovia Circumetnea, de Borgo à Adernò (renommée depuis Adrano).

Desserte anciens matériel roulant
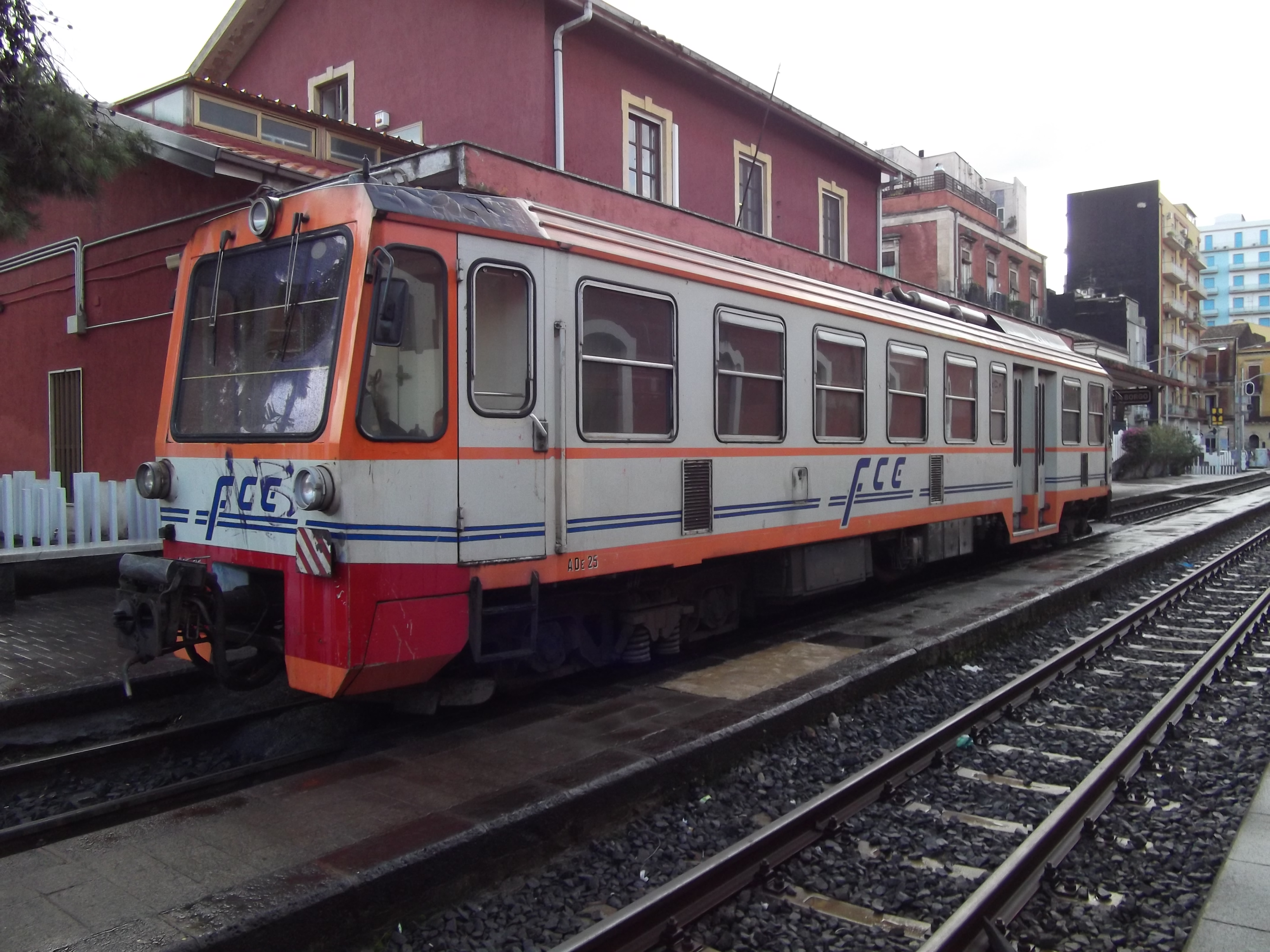
2012.
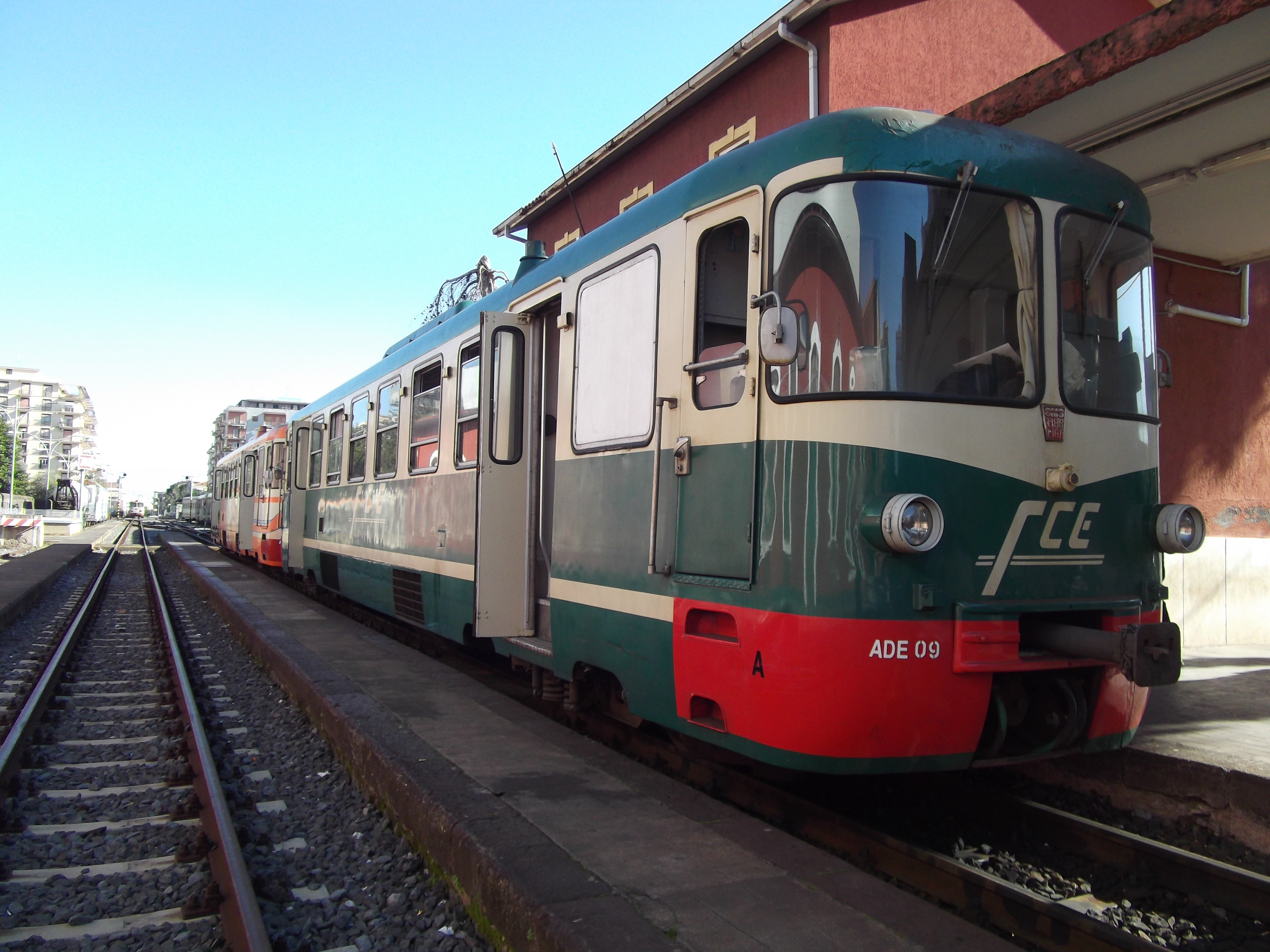
2013.
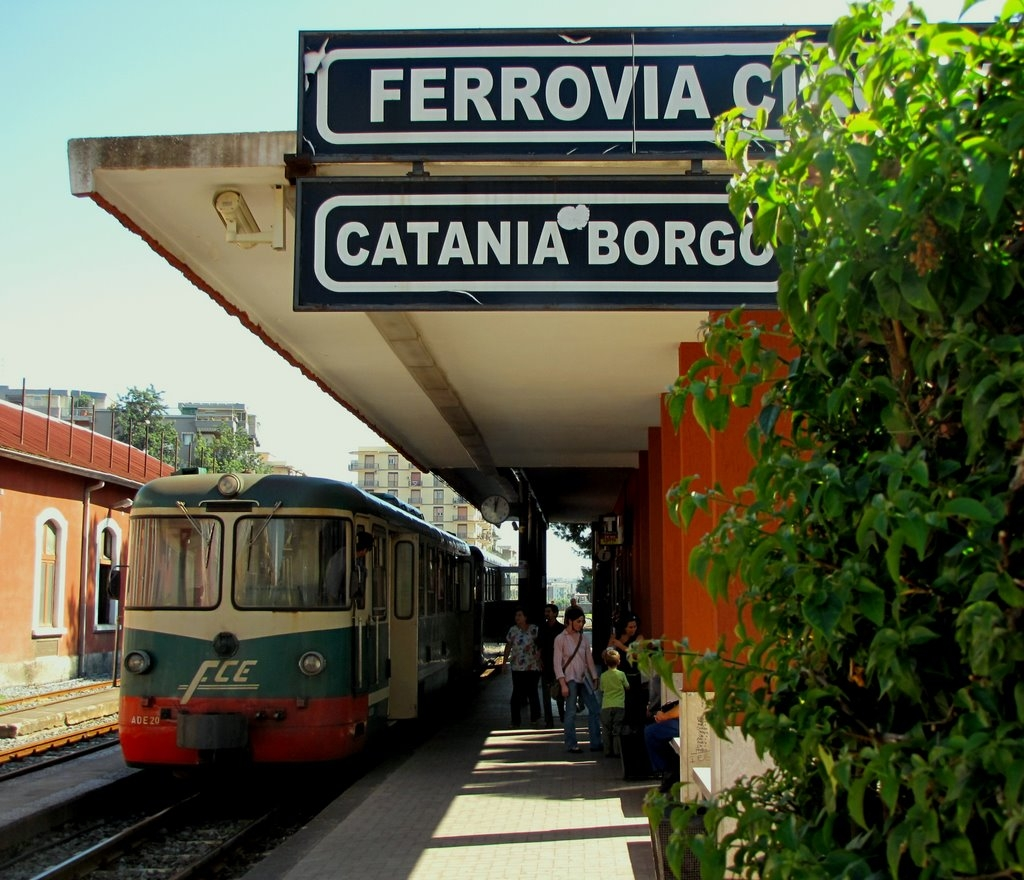
2014.

## Service des voyageurs

### Accueil
Le bâtiment voyageurs dispose d'un guichet et d'automates pour l'achat des titres de transport, d'un bureau d'informations touristiques et un bar-restaurant ainsi que des toilettes.

### Desserte
Catane-Borgo est desservie par les trains circulant sur la ligne Ferrovia Circumetnea.

Installations et desserte
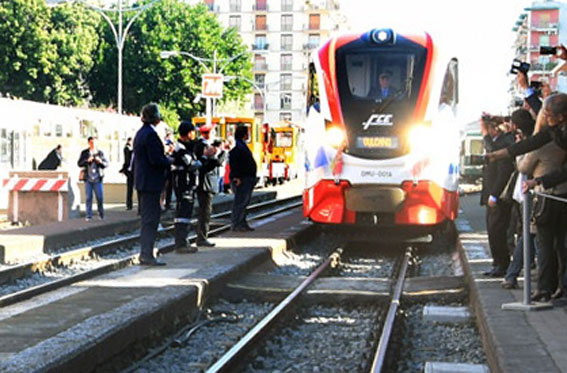
2015.
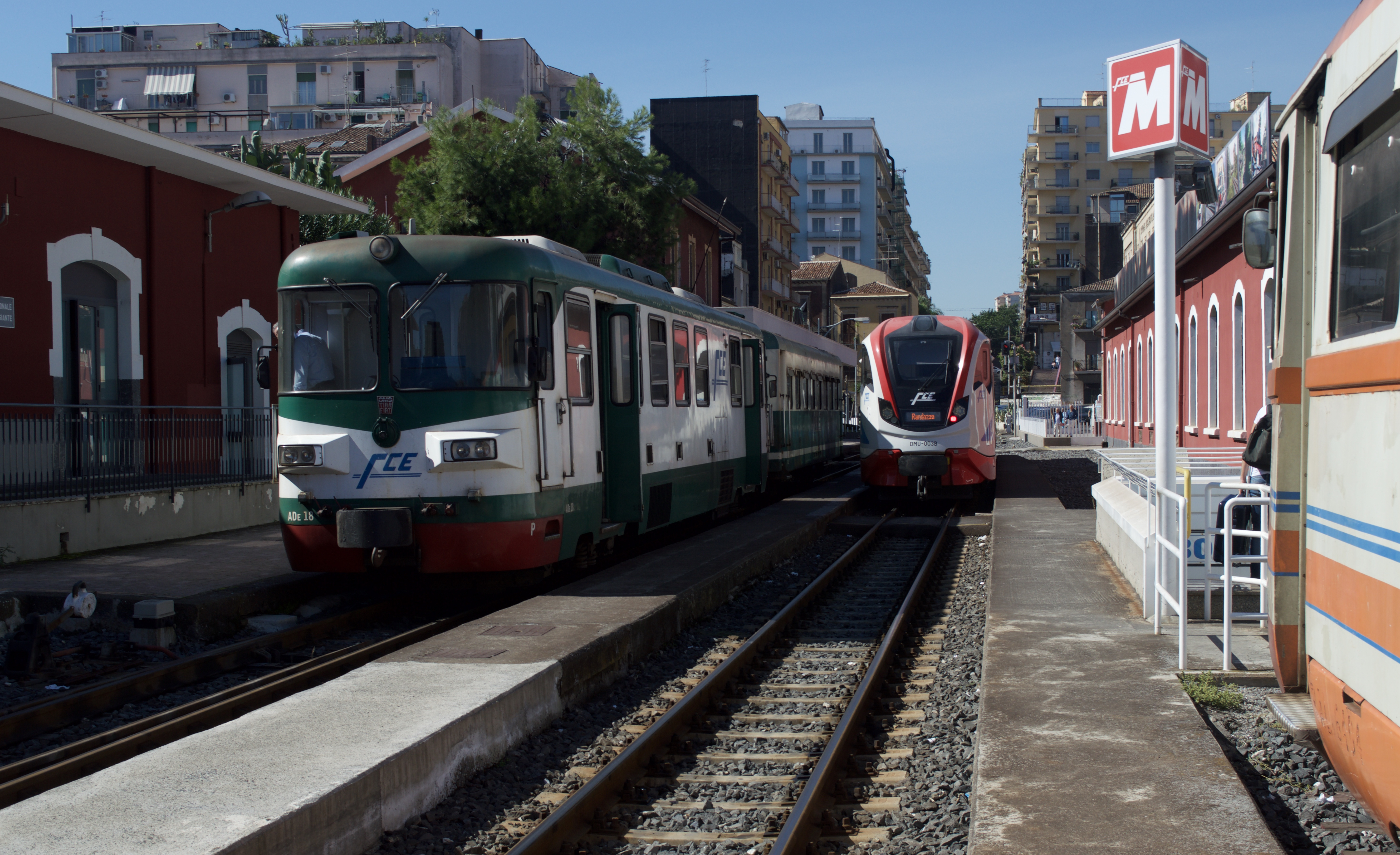
2017.
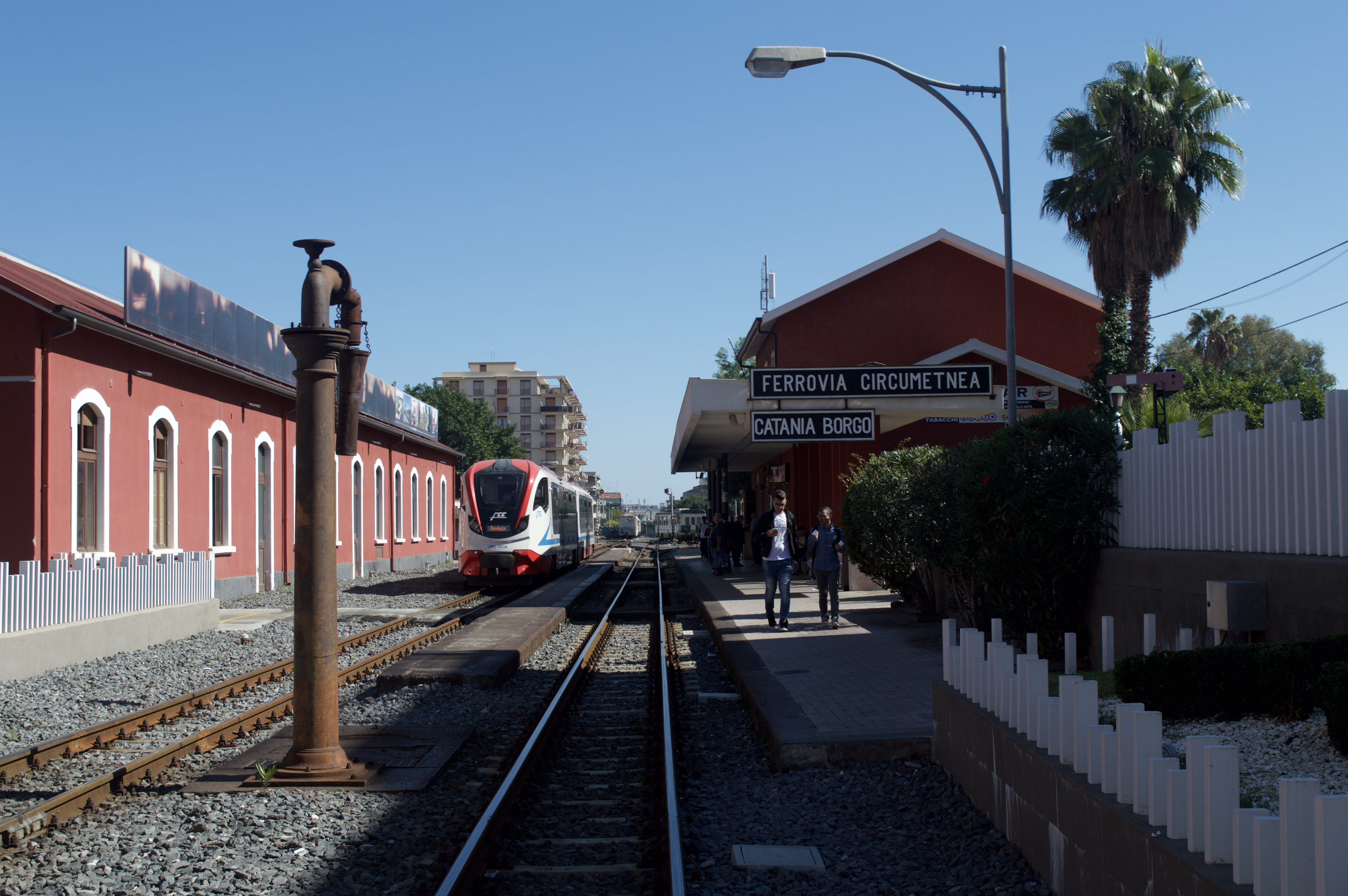
2017.

### Intermodalité
La gare est en correspondance directe, une bouche, équipée d'un escalier fixe, dans la cour de la gare, avec la station Borgo du métro de Catane.

## Patrimoine ferroviaire
Près du bâtiment voyageurs est présentée sur un coupon de voie l'ancienne locomotive à vapeur n°14 dénommée Meuse (Locomotiva Alifana V 1-3 (it)). Construite aux Ateliers de construction de La Meuse, à Liège, elle est mise en service en 1913 et réformée en 1948.

Locomotive n°14 Meuse
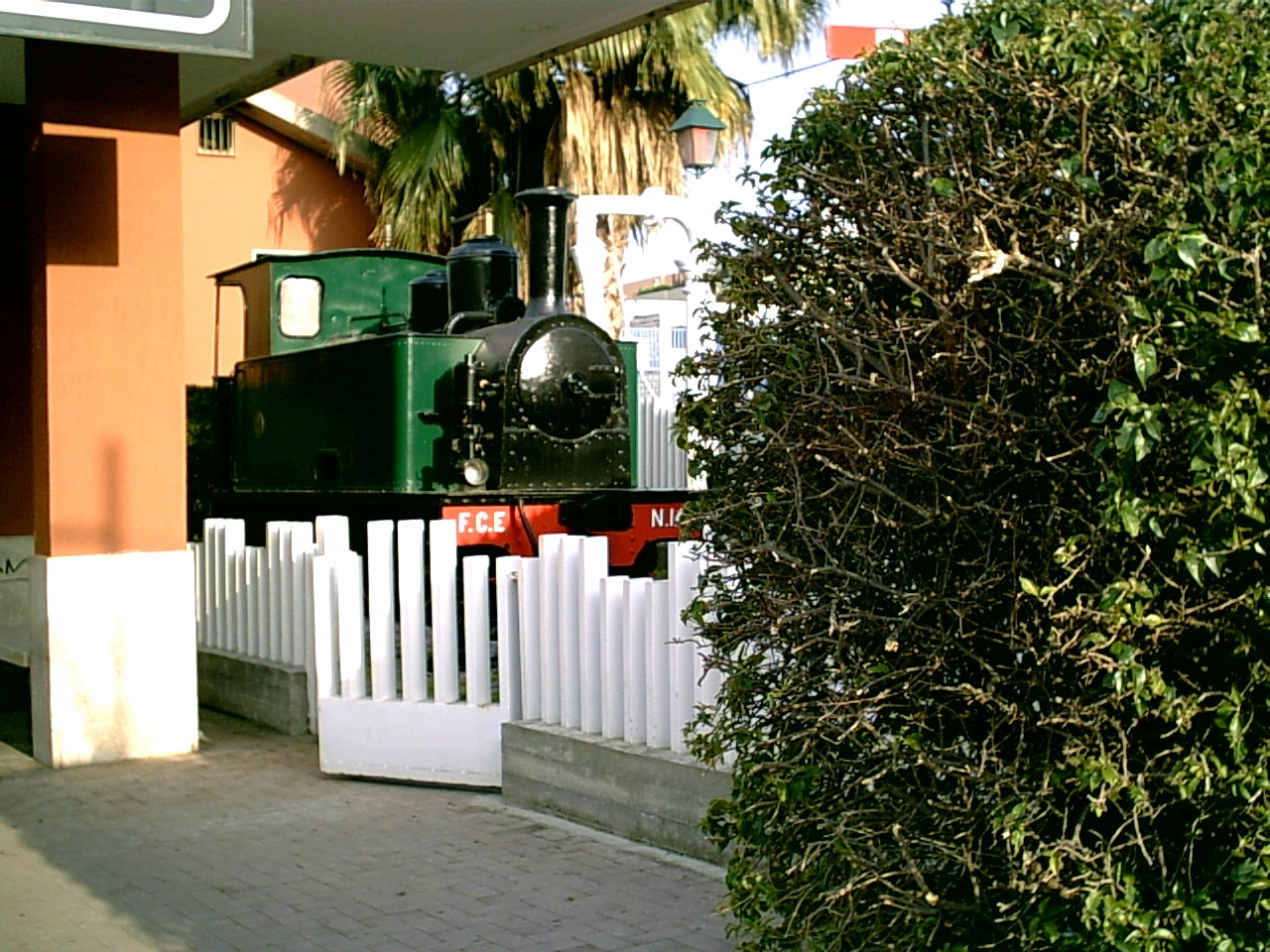
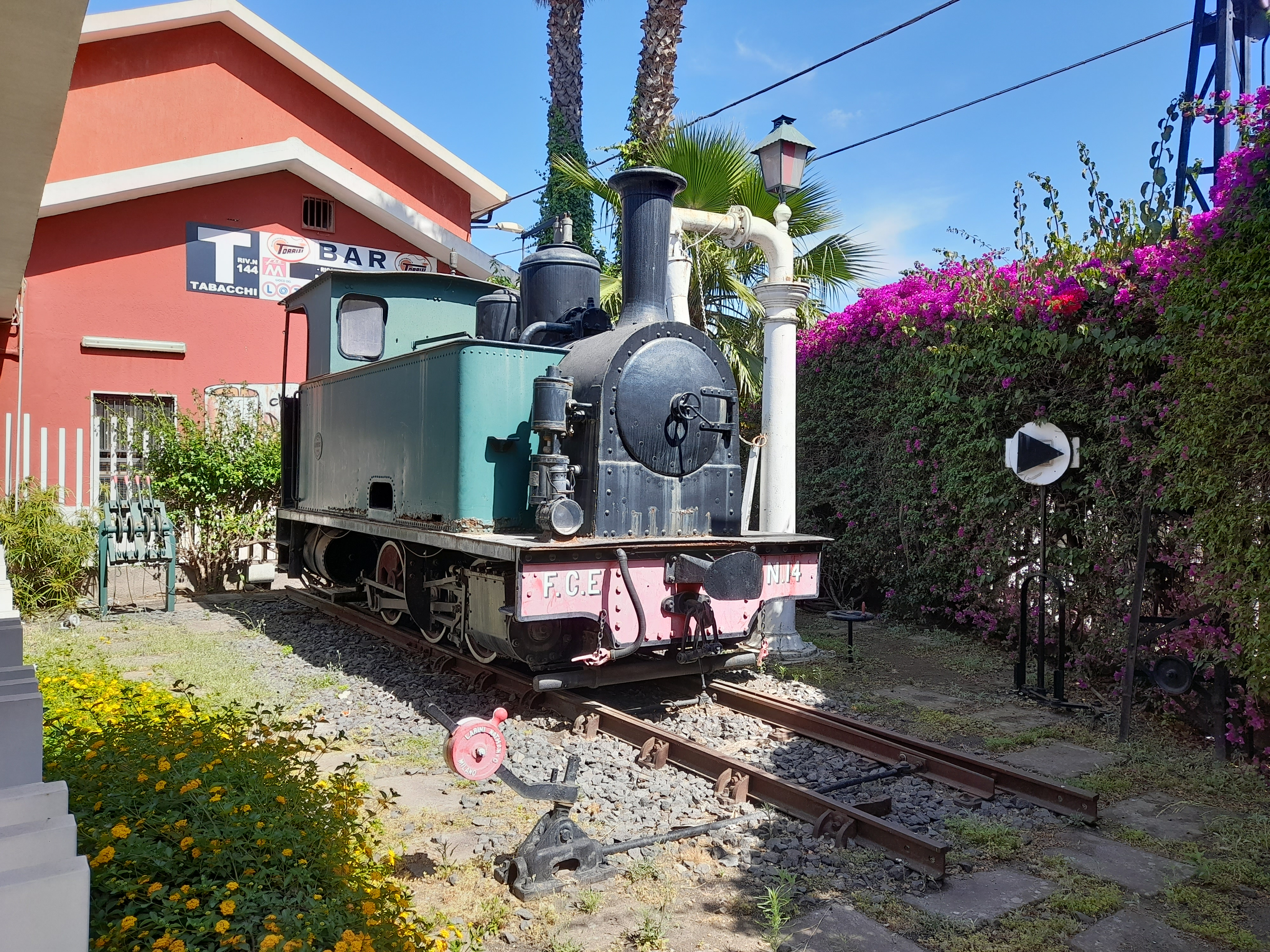
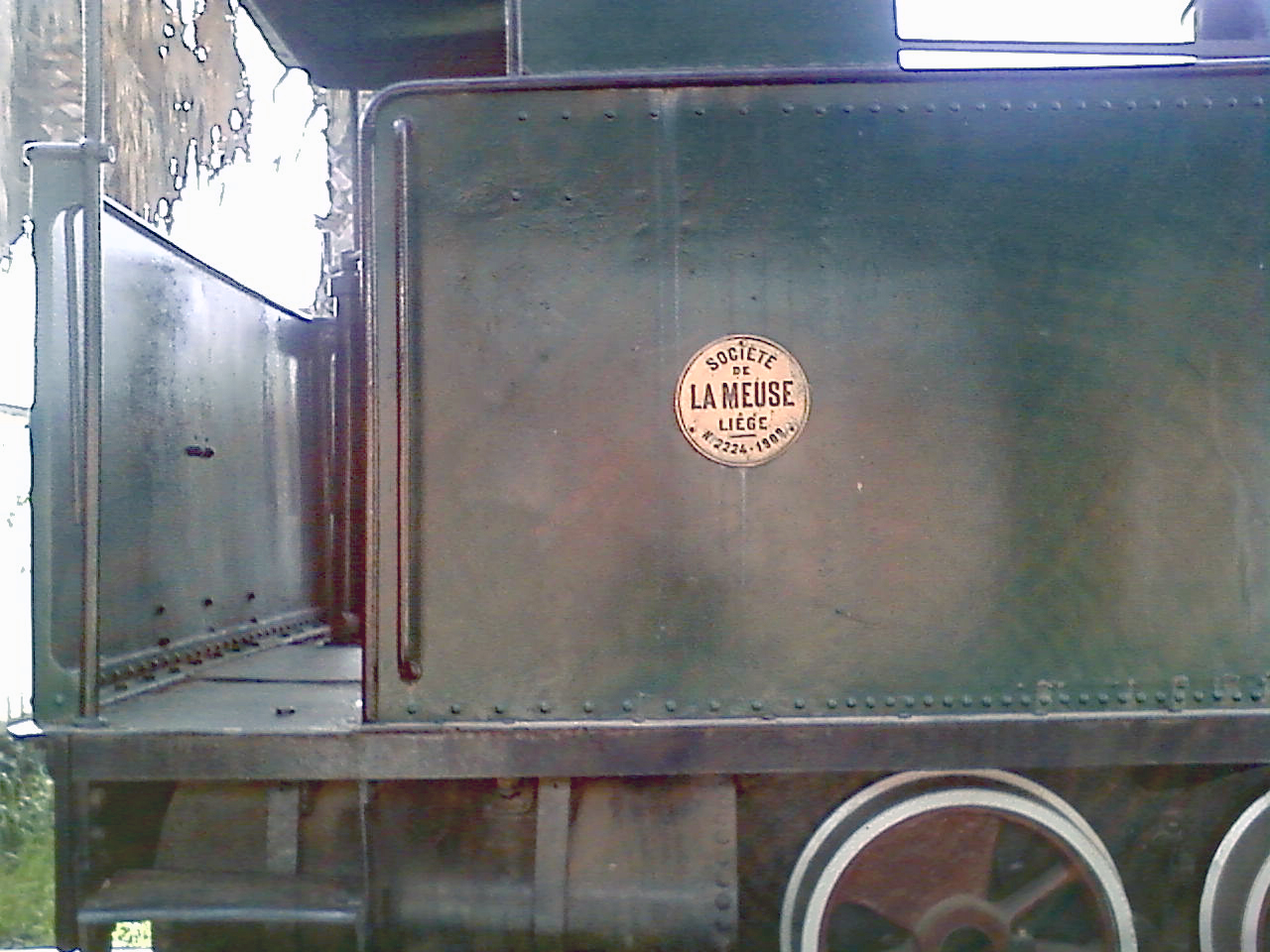